# Lama (Mythologie)
Lama tritt in der sumerischen Mythologie als fürbittende Göttin in Erscheinung.

## Darstellung

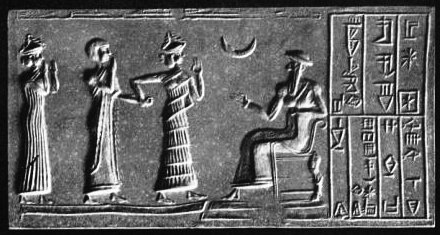
Abrollung des Siegel des Stadtfürsten Ḫašḫamer, Neusumerisch (ca. 2100 v. Chr.); British Museum

Dargestellt wird die fürbittende Göttin mit einer helmartigen mehrfachen Hörnerkrone, einem langen Falbelgewand und langen Haaren.
Sie steht stets hinter dem Beter, der vor der Gottheit oder dem vergöttlichten Herrscher seine Bitte vorträgt. Sie nimmt dabei eine unterstützende und vermittelnde Rolle ein. Ihre Hände hält sie dabei stets bittend gefaltet.
Vor allem auf den Rollsiegeln der Neusumerischen Zeit und Altbabylonischen Zeit, ist dies vermehrt zu beobachten. Ihre Hochphase der Darstellungen erlebt die Fürbittende Göttin in der Altbabylonischen Zeit, danach gehen die Darstellungen stark zurück, bis sie schließlich kaum und dann gar nicht mehr zu sehen ist.
Eine berühmte Darstellung der fürbittenden Göttin ist eine Bronzestatue aus Ur, auf der sie im Ganzen zu sehen ist. Sicher als fürbittende Göttin zu identifizieren ist diese Statue durch ihre Namensinschrift auf der Rückseite.
Gemeint ist die mesopotamische Göttin Lama (Sumerisch Lamma, akkadisch Lamassu oder Lamassatu bzw. altbabylonisch Aladlammu).

## Historisch

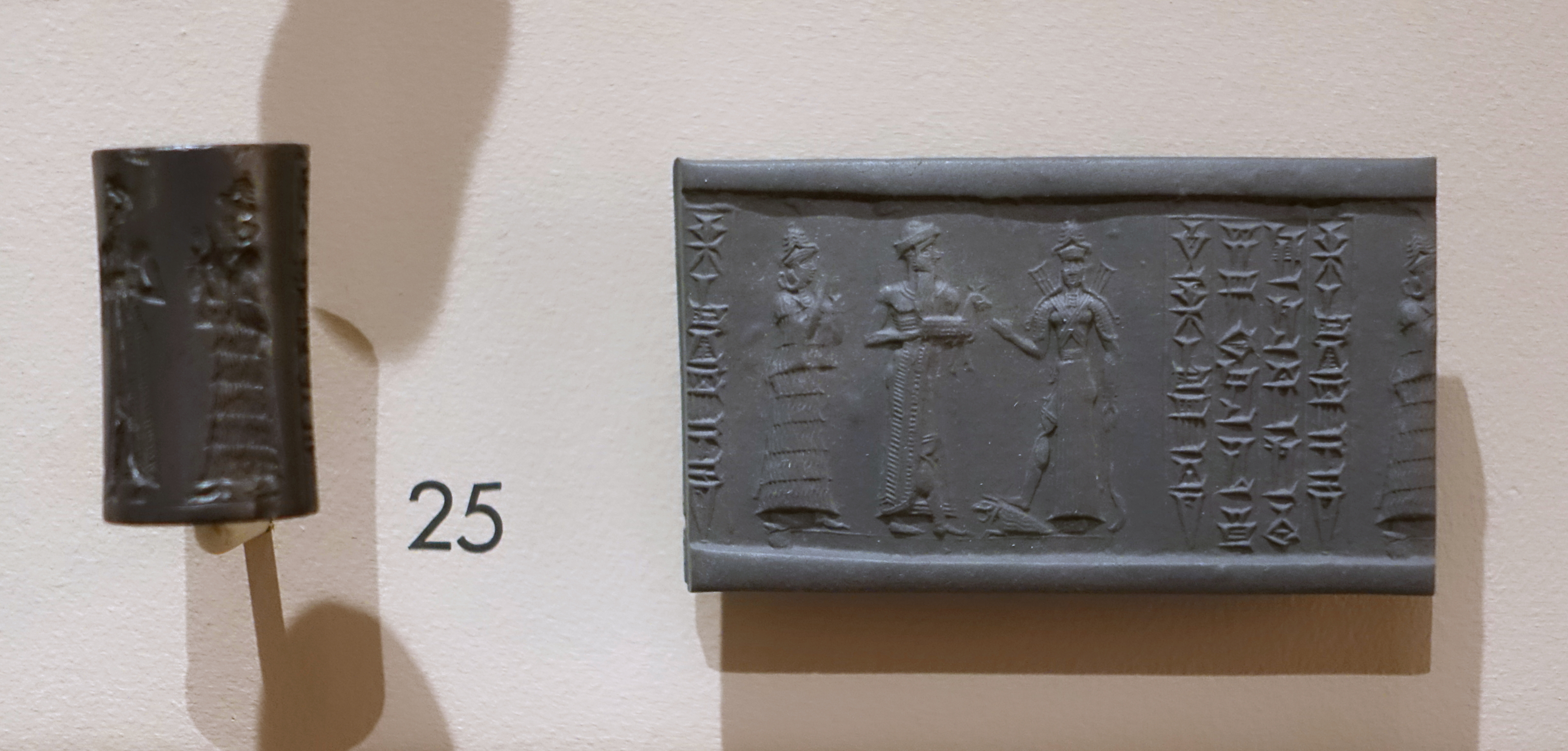
Rollsiegel der Altbabylonischen Zeit: König als Adorant vor kriegerischer Ištar, ca. 2000–1600 v. Chr. – Harvard Semitic Museum, Cambridge, MA

Literarisch taucht Lama erstmals in der Fara-Periode von Sumer auf und findet ihren Ursprung im Dämonischen.
Lama wird aufgelistet mit Alad, MUS, Aladsaga, Lammasaga und Udusaga (Udug), Geisteswesen, die zwischen Göttern und Menschen vermitteln, den sogenannten Daimon von Ekur. Ekur, deutsch in etwa „Haus des Berges“ ist dem griechischen Olymp vergleichbar.
Lams ist eine Botschafterin der Ištar (Inanna). Die Bezeichnung „Fürbittende Göttin“ wird also auf ihre Funktion als Vermittlerin zwischen den Menschen und den Göttern zurückgeführt.

## Funktion
Von Lama erflehte man Gesundheit, Schutz und Glück. Unglück wurde auf die Abwesenheit von Lama zurückgeführt, Frömmigkeit jedoch könne eine Voraussetzung ihrer segensvollen Anwesenheit sein.
Lama wurde zudem als Geleit auf Reisen angerufen. Sie konnte von Privatpersonen ungeachtet ihrer sozialen Stellung angerufen werden. Allerdings konnte sie diese jederzeit verlassen oder ihnen „weggenommen“ werden. Dies gab ihr auch eine Funktion als Omen, wenn also Lama einer Person weggenommen würde, würde diese daraufhin in Armut verfallen.
Auch Könige riefen die fürbittende Göttin an. Das belegen Statuen der Lama mit den Namen der Könige, die sie aufstellen ließen. Sie erbaten den Schutz des Landes oder der Stadt. Gerieten Städte in Not, sah man darin den Verlust dieses Schutzes. So stellte Hammurapi I. (Babylon) in Uruk das Gute für Aššur (Stadt) wieder her mit der Aufstellung Statue der „Lady Truth“ von Babylon.